# Стойчо Мошанов
Стойчо Мошанов (болг. Стойчо Стефанов Мошанов; нар. 25 травня 1892 року, Дряново — пом. 10 січня 1975 року, Софія — болгарський політик.

## Життєпис
Народився 25 травня 1892 року в Дряново. У 1912 році закінчив вивчати право Екс-ан-Прованс. Брав участь у Балканській війні. З 1919 року був членом Верховної партійної Ради Демократичної партії. У період з 1920 по 1923 рік вступив до Військової Ліги і Масонів.
Стойчо Мошанова лише 8 днів був міністром фінансів в уряді Андрей Тошева.
Після перевороту 1944 року Мошанов перебував під пильним наглядом режиму як активний учасник Демократичної партії. 26 жовтня 1947 року був інтернований в Тирговиште. 27 квітня 1954 був засуджений разом з іншим видатним демократом Методи Янчулевим, до 40 місяців ув'язнення за хибними звинуваченнями. На прохання керівництва Болгарської комуністичної партії, вирок був переглянутий, і 3 грудня 1955 збільшений до 12 років позбавлення волі.
10 січня 1975 року помер у Софії.

## Кар'єра

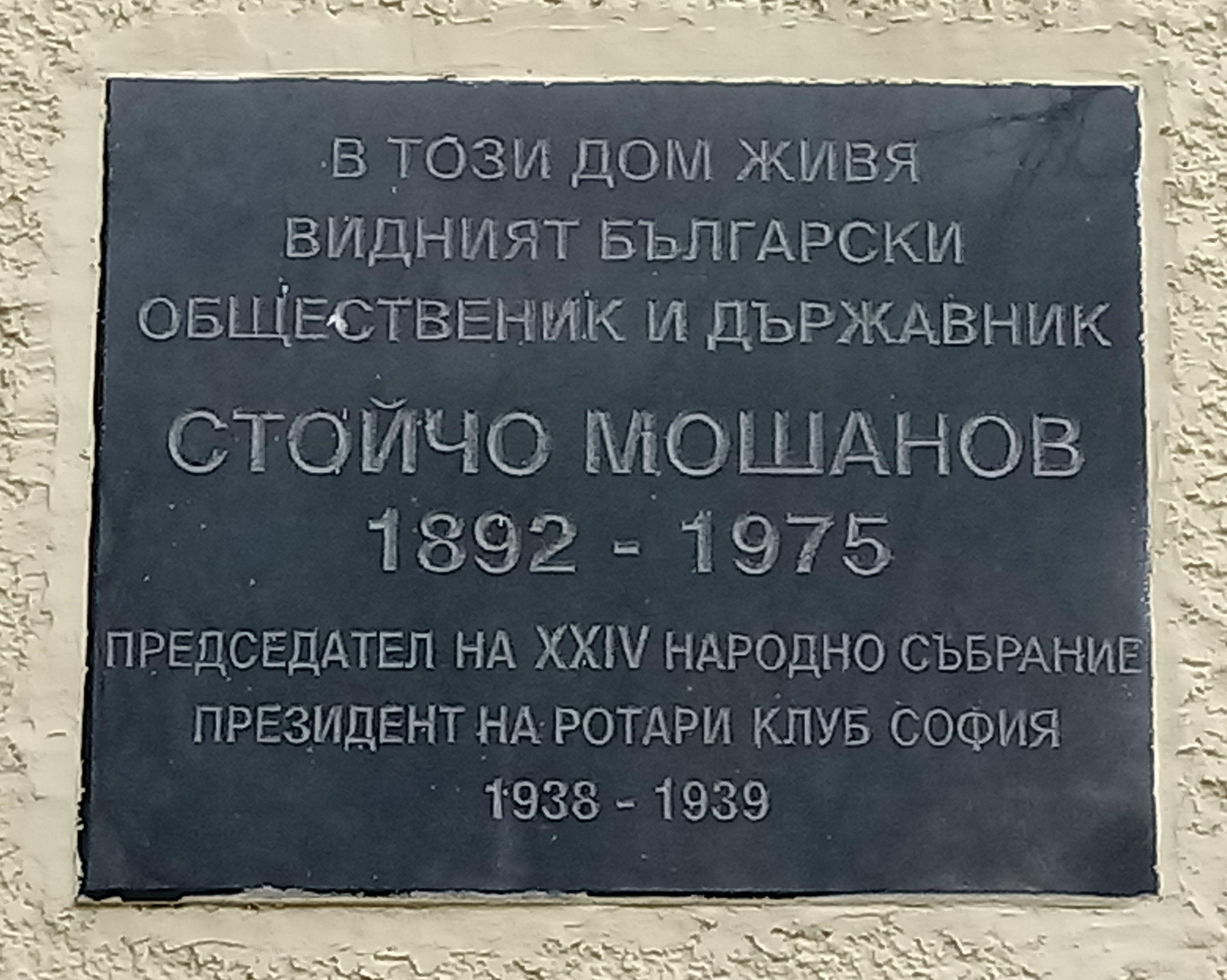
Меморіальна табличка Стойчо Мошанова на фасаді його будинку

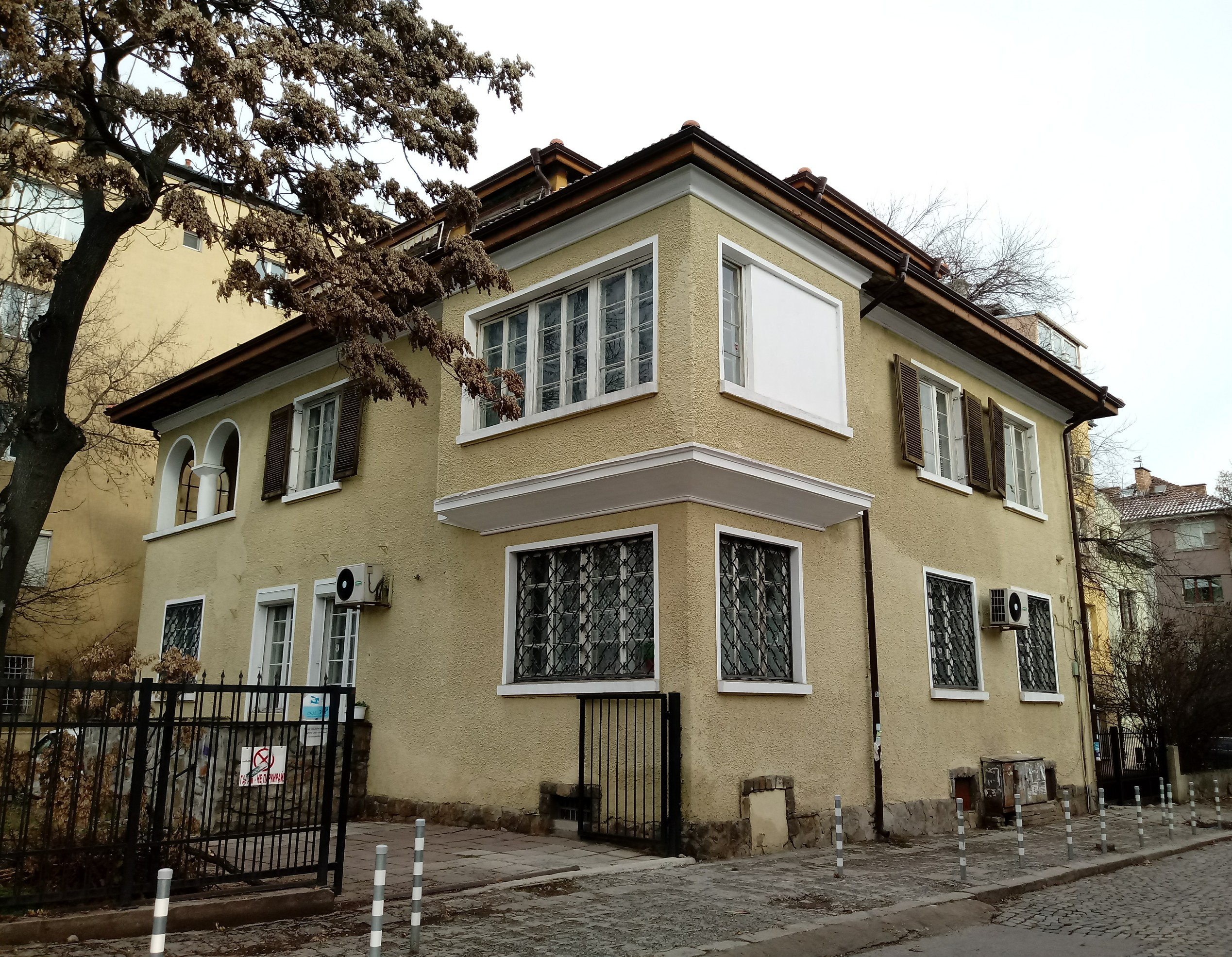
Будинок 23, бульвар Цариградського шосе, Софія

- 1919 — член Верховної партійної Ради Демократичної партії.
- 1920-1923 — вступив до Військовій Ліги.
- 1935 — міністр народного господарства та міністр фінансів в уряді Андрея Тошева.
- 1938-1939 — голова XXIV Народних зборів.
- 1944-1947 — брав участь у діяльності Демократичної партії.